# Sorghum purpureosericeum
Sorghum purpureosericeum är en gräsart som först beskrevs av Achille Richard, och fick sitt nu gällande namn av Georg August Schweinfurth och Paul Friedrich August Ascherson. Sorghum purpureosericeum ingår i släktet durror, och familjen gräs. Inga underarter finns listade i Catalogue of Life.